# Šoša
La Šoša (in russo Шо́ша?) è un fiume della Russia europea centrale, affluente di destra del Volga. Scorre nei rajon Zubcovskij, Starickij, Kalininskij e Konakovskij dell'oblast' di Tver' e nel Lotošinskij rajon dell'oblast' di Mosca.

## Descrizione
La sorgente del fiume si trova sulle pendici occidentali delle alture di Klin e Dmitrov dell'altopiano di Smolensk-Mosca, a 4 km dalla stazione Knjaž'i Gory della ferrovia Oktjabr'skaja. Scorre in direzione nord-est e sfocia nel bacino idrico di Ivan'kovo (prima della formazione del quale era l'affluente destro del Volga). Nel corso superiore, il fiume è molto tortuoso, lungo il canale ci sono creste rocciose. Le rive non sono alte, ma ripide. Nel corso medio e inferiore la larghezza della valle raggiunge i 25 km, qui il fiume dividendosi in rami e canali forma delle isole. A valle del villaggio di Turginovo, il canale della Šoša si allarga e le rive sono basse, in alcuni punti paludose. La larghezza del canale nella parte finale è di 50-80 m e l'area vicino alla foce è un vasto spazio paludoso coperto di canne. Il fiume ha una lunghezza di 163 km, l'area del suo bacino è di 3 080 km².
Si blocca per il ghiaccio da novembre-dicembre, sino alla fine di marzo-aprile. Il maggior affluente è il Lob' (lungo 91 km), prima della creazione del bacino idrico di Ivan'kovo era il  Lama.